# Casa de la Aduana
La Casa de la Aduana (también conocida como Museo del Oro Tairona, Casa Simón Bolívar, Museo Tairona) es un inmueble colonial ubicado en la plaza de Bolívar en Santa Marta, departamento del Magdalena, Colombia.
Es la sede regional del Museo del Oro, que es parte del Banco de la República de Colombia. Este museo brinda al visitante una visión de la orfebrería y la cultura de los antiguos habitantes de la Sierra Nevada.

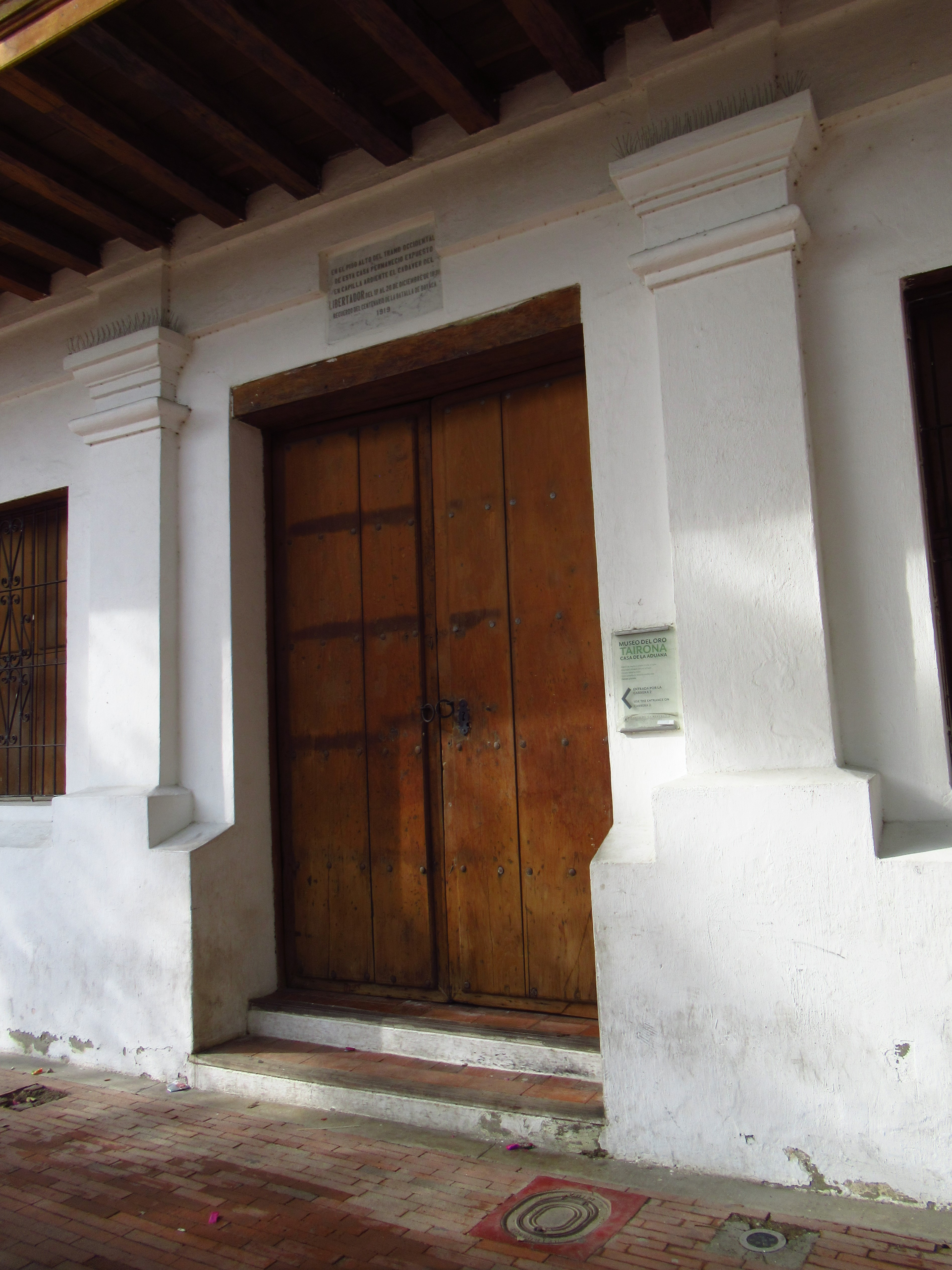
Placa recordatoria del velatorio de Simón Bolívar, arriba, dintel de la puerta principal.

En el piso alto del tramo occidental de esta casa permaneció expuesto en capilla ardiente el cadáver del Libertador Simón Bolívar del 17 al 20 de diciembre de 1830.

## Construcción
La casa fue construida en 1730 con dos plantas dotadas de una torre desde donde se veían llegar los barcos al puerto, así como el descargue y cargue de mercancías.

## Monumento Nacional
La casa fue declarada Monumento Nacional por medio del Decreto 390 del 17 de marzo de 1970.
La edificación ha tenido varios nombres a través de su historia, entre otros: Palacio Verde, Castillo de San Lázaro, Casa de la Aduana, Casa del Consulado. Comisariato de la United Fruit Company. Hotel Colonial, Museo del Oro Tairona, Museo del Oro Tairona - Casa de la Aduana.

## Localización
La Casa de la Aduana está ubicada en la carrera 2 con calle 14, plaza de Bolívar, en Santa Marta, Magdalena, Colombia.
Planos y vistas satelitales: 11°14′43.2″N 74°12′47.4″O / 11.245333, -74.213167.